# A Plastic Ocean
A Plastic Ocean ist ein Dokumentarfilm des Australiers Craig Leeson, der die von Kunststoffen verursachten Umweltprobleme in den Ozeanen weltweit untersucht.

## Inhalt
Ursprünglich wollte der Journalist Craig Leeson Blauwale vor Sri Lanka filmen. Kilometerweit vom Festland entfernt fallen ihm jedoch Müllteile im Wasser auf. Er dokumentiert zusammen mit der Taucherin Tanya Streeter weltweite Müllprobleme in den Meeren und den Küsten.
So verenden immer wieder Meerestiere, den Magen voller Plastikteile. Auf Tuvalu scheint die Plastik-Deponie Krankheiten zu verursachen. In Manila vegetieren Kinder im Müll, wo eigentlich ein Strand ist.
Es werden auch positive Beispiele erläutert: In Ruanda hat man Plastiktüten verboten, auch das Pfandsystem in Deutschland arbeitet effektiv. Der Fluss Pasig in Manila konnte vom Müll befreit und renaturiert werden.